# Sinp'yŏng-gun
Sinp'yŏng-gun (koreanska: 신평군) är en kommun i Nordkorea.   Den ligger i provinsen Norra Hwanghae, i den centrala delen av landet, 90 km öster om huvudstaden Pyongyang.